# LIRC
LIRC（Linux Infrared remote control）は、Linuxベースのコンピュータシステムで赤外線信号を送受信するためのオープンソースパッケージである。
Microsoft Windows版LIRCに相当するWinLIRCも存在する。また、macOS移植版はMacPortsを通じてインストールできる。
LIRCはデーモンとして機能し、受信した赤外線リモコン（TVリモコンなど）の信号を、設定に応じて特定のコマンドに変換する。LIRCとIRレシーバを使用すると、ユーザはほとんどすべての赤外線リモコンでコンピュータを制御できるようになる。例えば、VLCやMPlayerで再生中のDVDや音楽を制御することが可能である。
KDELircはGUIフロントエンドであり、KDEライブラリでビルドされている。